# Henryk Jaśkiewicz
Henryk Jaśkiewicz (ur. 12 listopada 1898 w Gorlicach, zm. 26 października 1937 w Katowicach) – polski inżynier górniczy.
W 1917 ukończył II Gimnazjum Klasyczne w Rzeszowie i podjął studia na Akademii Handlowej w Wiedniu. W 1919 przeniósł się na Akademię Górniczą w Krakowie, gdzie był jednym z pierwszych studentów. Po przerwie spowodowanej służbą wojskową ukończył Akademię z dyplomem inżyniera górniczego (3 czerwca 1924). Początkowo pracował jako asystent w szybach naftowych w okręgu jasielskim, następnie przeszedł do pracy w przemyśle węglowym na Górnym Śląsku. Był kolejno związany z kopalniami księcia pszczyńskiego Jana Henryka von Pless, kopalnią "Jerzy" w Małej Dąbrówce (asystent ruchu), kopalnią "Michał" w Michałkowicach (kierownik działu robót górniczych), kopalnią "Hohenlohe-Fanny" w Wełnowcu (kierownik ruchu), od 1934 kopalnią "Wujek" w Katowicach. Działał społecznie m.in. w Związku Rezerwistów i Lidze Morskiej.
W kopalni "Wujek" również pracował w charakterze kierownika ruchu. 26 października 1937 kierował skuteczną akcją ratowniczą, w czasie której uwolniono po tąpnięciu trzech robotników. Jaśkiewicz poniósł śmierć już po akcji ratowniczej po powtórnym wstrząsie. Został pośmiertnie odznaczony Medalem za Ratowanie Ginących i uhonorowany manifestacyjnym pogrzebem.

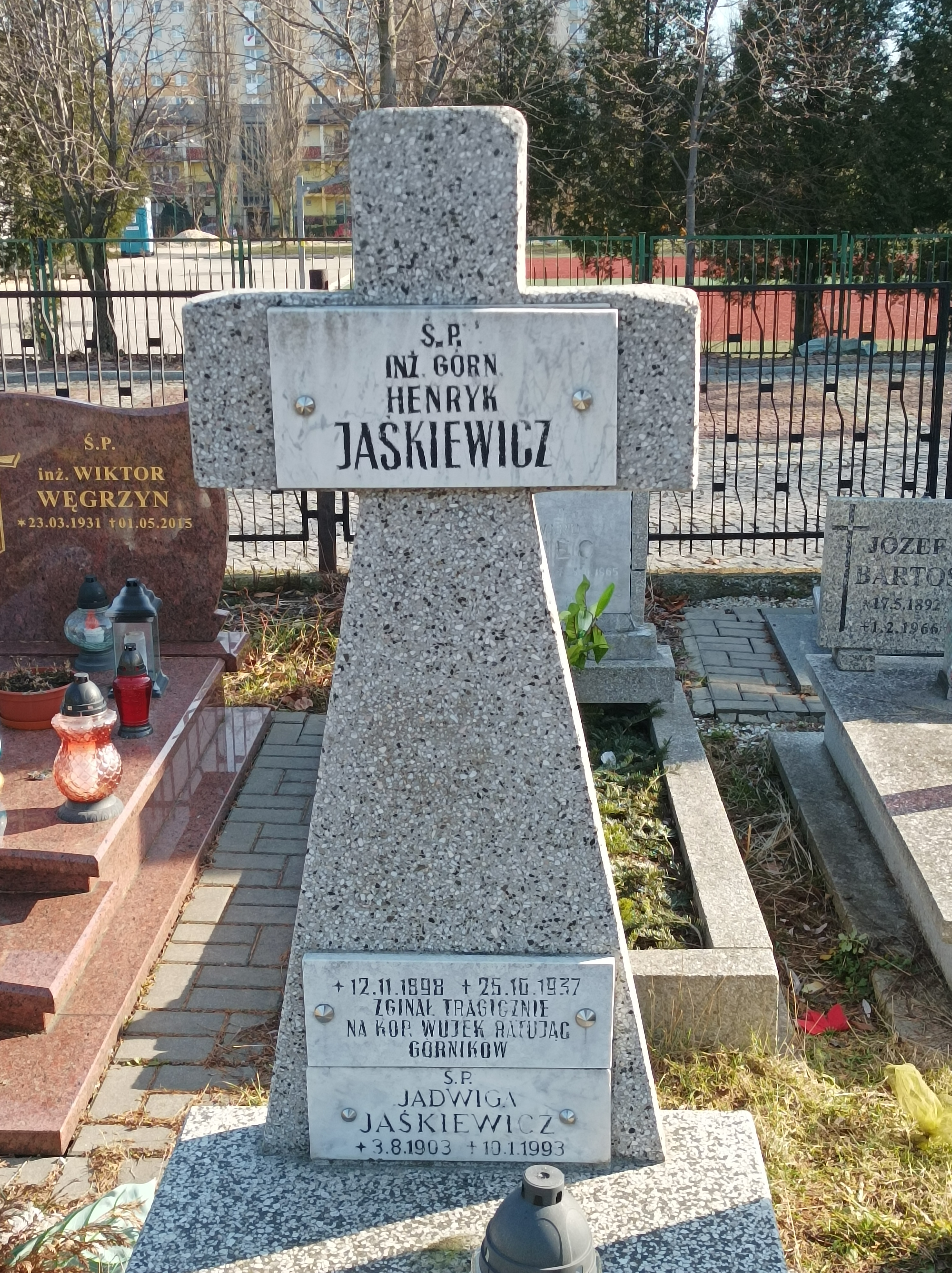
Grób Henryka Jaśkiewicza na cmentarzu przy ul. Sienkiewicza w Katowicach